# Bettsia
Bettsia är ett släkte av svampar. Bettsia ingår i familjen Ascosphaeraceae, ordningen Ascosphaerales, klassen Eurotiomycetes, divisionen sporsäcksvampar och riket svampar.
|         | Ascosphaera                     |
|         |                                 |
| Bettsia | \| \| Bettsia alvei \| \| \| \| |
|         | \| \| Bettsia alvei \| \| \| \| |
|         | Arrhenosphaera                  |
|         |                                 |
|         | Bettsia alvei                   |
|         |                                 |

|  | Bettsia alvei |
|  |               |